# Вторая линия (Ереван)
Втора́я ли́ния Ерева́нского метрополите́на и́мени Каре́на Демирчя́на — планируемая вторая линия метрополитена в столице Армении, Ереване, которую московский институт «Метрогипротранс» предполагает начать от станции «Дружба» (путём пересадки), при этом в приложении Яндекс Метро перспективная линия отображается в виде челночного ответвления от первой линии между станциями «Шенгавит» и «Чарбах», имея один с ней синий цвет.
Свяжет Арабкирский район через центр города до его юга, разгрузит трафик на проспекте Комитаса и увеличит её пропускную способность. Также ожидается, что изменение маршрута в сторону Давташена значительно снизит нагрузку на основные дороги, такие как проспекты Комитаса, Баграмяна, улицы Киевян и Алабяна, по которым ежедневно перевозятся сотни тысяч пассажиров в центр города.
Планировалось, что линия будет длиной в 5,2 км и состоять из пяти станций, расположенных вдоль проспекта Комитаса: «Дружба-2», «Арабкир», «Комитас», «Проспект Азатутян», «ЕрАЗ». По главному плану развития транспорта в Ереване линия состояла из 12 станций: от Северного автовокзала через «Канакер» на завод «ЕрАЗ», оттуда до станций «Комитас», «Арабкир», «Дружба-2», на проспекте Месропа Маштоца (переход на третью линию), Площадь Республики-2, на улице Ханджяна и три станции в районе Эребуни. Согласно постановлению Совета министров Армянской ССР № 29 от января 1982 г., линия должна была быть пущена до 2000 г.